# Josef della Reina
Josef della Reina (* 1418; † 1472 in Sidon) war ein kabbalistisch-messianischer Schwärmer in Galiläa, der bei dem Versuch, durch eine gewaltsame Beschwörung die Erlösung herbeizuzwingen, umkam. 
Sein Schicksal wurde von Agnon sowie von Jizchak Bashevis Singer literarisch behandelt; des Weiteren durch eine Messias-Dichtung Meir Wieners (Wien 1919).